# غلمورتي
غلمورتي (بالفارسية: گلمورتی) هي مدينة تقع في إيران في مقاطعة دلغان. يقدر عدد سكانها بـ 2,999 نسمة .